# Depresiunea Dornelor
Unitate geografică aparte Depresiunea Dornelor este așezată la est de cumpăna apelor, cam la mijlocul uriașei adâncituri ce separă grupa de nord a Carpaților Orientali de cea centrală, adâncitură urmarită de un drum transversal mult batatorit ce leagă Podișul Someșan al Transilvaniei de cel al Sucevei și Fălticenilor din Moldova de Nord. 
În literatura geografică românească depresiunea este numita si Țara Dornelor, înțelegând prin aceasta vatra depresiunii și rama muntoasă inconjuratoare, pană acolo unde se întinde domeniul economic.

## Caracteristici geografice
Depresiunea iși definește profilul prin anumite particularități generate de condițiile fizice în primul rînd, fiind delimitată spre sud-est de rama Munților Bistriței , la nord-est de Masivul  Giumalău ,  la sud de peretele Călimanului și la nord de Munții Suhard , iar spre vest de Munții Bârgăului.
Perspectiva asupra întregii zone arată un relief vălurit cu o altitudine medie de 800 m. Prezintă o treaptă mai înaltă de tip colinar cu altitudini între 800-1000 m situată la contactul cu zona montană împadurită și, o treaptă inferioară formată din terase și lunci de-a lungul bazinelor râurilor . 
În limitele actuale are o suprafața de peste 1000 km2 și se dezvoltă în principal de-a lungul apelor ce vin dinspre Bârgau și Căliman , respectiv Dorna la nord și Neagra Șarului la sud, pentru ca ulterior spre est să se răstrângă treptat de-a lungul Bistriței. În lungul acesteia se extinde pe circa 20 km de la Argestru prin Vatra Dornei până la intrarea în Cheile Zugreni , formate între Masivul Giumalău si Masivul Pietrosul Bistriței. 
Are un profil asimetric accentuat și de dezvoltarea considerabilă a teraselor de pe dreapta Bistriței , îngustându-se la est spre Cheile Zugrenilor și deschizându-se larg spre vest. Așadar are o formă lobată, compartimentele mai joase ale acesteia fiind drenate de  principalele râuri afluente ale Bistriței ( Dorna , Neagra Șarului și afluenții acestora) și fiind separate de culmi  mai înalte ce reprezintă în cea mai mare parte prelungiri ale crestelor principale ale Masivului Călimani . Acest fapt determină separarea geografică a depresiunii în: 
- Compartimentul Șarului sau Depresiunea Șaru Dornei – aferentă comunelor Șaru Dornei și Panaci , ușor izolată în raport cu Municipiul Vatra Dornei – centrul urban ce polarizează întreaga zonă
- Compartimentul aferent Râului Dorna – ce corespunde din punct de vedere administrativ comunelor Dorna Candrenilor , Coșna și Poiana Stampei.
- Compartimentul aferent Râului Bistrița

## Elemente de Geologie, Geomorfologie, Hidrografie, Climă, Superlative ale florei și faunei

### Caracteristici geologice și geomorfologice
Depresiunea Dornelor este o depresiune tectono-erozivă drenată de Bistrița cu afluenții săi Dorna și Neagra Șarului. Relieful este sculptat în formațiuni sedimentare pliocene si vulcanice.
Zona se încadrează sistemului depresionar subvulcanic intern, cu amprentă proprie de groapa tectonică provenită  prin prabușire. Evoluția s-a produs pe aripa vestică a cristalinului (Masivele Suhard, Giumalău și Bistriței) , căzut anterior fazelor de erupții vulcanice. Ulterior ridicarea craterului Călimanilor a “astupat” zona de sud și, râurile care se adunau în aria joasa de la Vatra Dornei au format un lac  care a dăinuit multa vreme. Apele lacului s-au angajat spre est în aval la erodarea și traversarea a ceea ce este astăzi cunoscut sub numele de Cheile de la Zugreni, concomitent cu mișcările orogenetice care tindeau să ridice munții din jur. Cadrul morfologic general cu tendințe de evoluție spre liniile actuale era deja creat din sarmațian. De atunci și pană acum aria depresionară s-a extins.
Apele minerale sunt strîns legate de activitatea postvulcanică, zăcămintele prezentînd o dispunere generală de la nord-vest spre sud-est pe un aliniament ce se suprapune peste arealul de dizlocare ce a înlesnit apariția Munților Călimani. Dinamica ascendentă a CO2 este facilitată de sistemul de fisuri tectonice din fundamentul cristalin, gazul dizolvându-se în stratele acvifere freatice ale depozitelor aluvionare ce formează terasele medii și superioare ale versanților de pe dreapta Râului Dorna.
Țara Dornelor prezintă 2 zone cu predispoziție diferențiată la eroziune : 
- zona șisturilor cristaline și a rocilor eruptive – caracterizată prin existența unui substrat litologic constituit din roci dure masive și impermeabile, cu eroziune redusă în suprafață și adancime și cu un relief dominat de versanți cu pante de 20-45º. Procentul de suprafață acoperit de păduri fiind ridicat eroziunea este astfel frânată suplimentar..
- zona sedimentară –  care prezintă un substrat alcătuit din roci friabile detritice, permeabile și intens afectate de factorii erozivi în suprafață și adancime, cu un relief cu pante între 10-20º și cu fragmentare puternică. Procentul de suprafață acoperit de păduri este redus, lipsind astfel mecanismul frenator suplimentar al erodării, repartizarea și utilizarea nerațională a pășunilor favorizând degradarea terenurilor și eroziunea accentuată.

### Clima
Are un climat montan cu temperaturi medii anuale de 5,1 grd C, amplitudini termice de 21,5 grd C între lunile ianuarie (cu o medie de 7,2 grd C) și iulie (15,8 grd C), un număr mediu anual de 107 zile cu inversiuni termice și o pondere a zilelor cu calm atmosferic de 68,8 %, cu o valoare medie multianuală a vitezei vânturilor de 2,2 m/s, cantități medii anuale de precipitații de 657,4 mm și o valoare medie multianuală a presiunii atmosferice de 924 mb.
Numărul mediu de 105 zile cu strat de zăpadă și grosimea medie a acestuia de 110 cm precum și prezența unor versanți cu expoziție nordică și pante mari au favorizat practicarea sporturilor de iarnă.
Bioclimatul este tonifiant, excitant cu anumite nuanțe de sedare.

### Vegetația
Domină etajul pădurilor de molid cu asociațiile vegetale specifice acestuia, iar mai sus etajul alpin și subalpin. Pajiștile montane sunt cu un înalt grad de biodiversitate, fiind clasificate drept pajiști cu înaltă valoare naturală.
Un element de specificitate al zonei este reprezentat de prezența mlaștinilor oligotrofe (tinoave), ce păstrează elemente floristice specifice perioadelor interglaciare și similare zonei de tundră.

### Arii protejate
De-a lungul timpului s-au înființat mai multe arii protejate, cea mai mare parte a acestora făcând parte din rețeaua europeană “Natura 2000”.

#### Arii protejate de interes național
a.Rezervații naturale sau arii de gestionare a habitatelor și/sau speciilor (majoritatea ariilor protejate din zonă) - Categoria IV IUCN (administrate în principal pentru conservarea prin intervenții de gospodărire)
b.Rezervații științifice sau rezervații naturale stricte – categoria I IUCN (arii protejate administrate în principal în scop științific):
- Rezervația științifică Peștera liliecilor Rarău
- Rezervația geologică Piatra Țibăului
- Rezervația științifică Jnepenișul cu Pinus cembra - Călimani
- Rezervația geologică și peisagistică 12 apostoli
- Rezervația peisagistică mixtă Iezerul Călimanilor

c.Parcuri Naționale – Categoria II IUCN (arie protejată administrată în special pentru protecția ecosistemelor și pentru recreere)
- Parcul Național Călimani

d. Monumente ale naturii – Categoria III IUCN

#### Arii naturale protejate de interes comunitar
a.Situri de importanță comunitară – protecție, conservare,menținere sau refacere ale unor specii și habitate regiunii biogeografice respective (Regiunea alpină în acest caz)
- Rezervația naturală complexă Pietrele Doamnei - Rarău
- Rezervația naturală Codrul secular Giumalău
- Tinovul Mare Poiana Stampei
- Rezervația naturală Tinovul Șaru Dornei
- Tinovul de la Românești, sit de importanță comunitară.
- Bistrița Aurie
- Pietrosul Broștenilor - Cheile Zugreni
- Rarău - Giumalău
- Călimani-Gurghiu din Parcul Național Călimani
- Crovul de la Larion
- Tinovul Găina - Lucina

b. Arii de protecție avifaunistică – vizează aceleași obiective dar sunt focalizate pe speciile de păsări și pe habitatele acesora
- Rarău - Giumalău

## Căi de comunicație
Zona este conectată pe ansamblu la principalele magistrale auto și feroviare din nordul Carpaților Orientali având un grad de accesibilitate relativ bun, deși grevat de distanțele mari și de lipsa unei căi de acces directe din sudul depresiunii spre sudul țării.
Gradul de accesibilitate în interiorul zonei împarte în sens descendent depresiunea în 3:
- Zona Vatra Dornei – Poiana Stampei cu accesibilitatea cea mai mare, conectată la est și vest  cu acces feroviar prin magistrala 502 Suceava – Ilva Mică  și traversată de DN17 (modernizat, suprapus cu drumurilor europene  E58, E81), conectată spre sud-est din Vatra Dornei prin DN17B de pe Valea Bistriței spre Bacău și spre nord-vest prin DN18 de la Iacobeni spre Depresiunea Maramureșului.
- Zona Dorna–Arini conectată prin DN17B (în mare parte nemodernizat și mai slab circulat) spre sud-est din Vatra Dornei - pe Valea Bistriței - spre Bacău, cu acces de proximitate prin Municipiul Vatra Dornei spre restul depresiunii.
- Zona Șarului conectată indirect  la DN17B prin anexa de transport județean DJ174 cu accesibilitatea cea mai mică.

Comunicarea Depresiunii Dornelor se face:
- Spre nord-est cu cea a Câmpulungului se face prin Pasul Mestecăniș, aflat în sud-estul Obcinei Mestecăniș la o altitudine de 1086 m.
- Spre nord - vest pe valea Bistriței Aurii prin Pasul Prislop
- Spre est prin Cheile Zugrenilor
- Spre vest prin Pasul Tihuța.
- Spre sud prin Pasul Bursucăriei
- Spre sud-est prin Pasul Păltiniș

## Istorie
Depresiunea Dornelor dacă este veche ca formă de relief, este relativ nouă în ceea ce privește colonizarea umană. Altitudinea mai mare și climatul răcoros cu multă umiditate, desimea pădurilor de conifere și mlaștinile numeroase, situarea în afara drumului care mergea pe vremuri de la Rodna Veche prin Suhard pentru a coborî în valea Bistriței Aurii asfel încât  de acolo să treacă  peste Culmea Arsenesei pe valea transversală a râului Moldova, au contribuit la apararea depresiunii protejând-o. Calea Pasul Tihuța - Vatra Dornei – Mestecaniș a intrat în funcțiune mult mai tirziu. Treptat ulterior, resursele naturale ale depresiunii l-au atras pe om.
Inițial zonă independentă, în primele secole de existenta a Principatul Moldovei, a fost integrată înținutul Câmpulungului, care fiind administrat sub forma unui “ocol domnesc” se bucura de o larga autonomie. 
Locuitorii ținutului se considerau oameni liberi, care nu aveau altă datorie față de domnie decât de a efectua straja la hotare. Recunoscând acest drept al locuitorilor ocolului, Aron Vodă (1592-1595) fixează străji la hotarul dinspre Transilvania, pentru a proteja pe câmpulungenii care își creaseră, prin defrișare, proprietati in Tara Dornelor. Masurile domnești duc la o rapidă dezvoltare a ținutului.
Depresiunea cu excepția părții de sud a acesteia,  a intrat la sfârșitul secolului XVII odată cu Transilvania, în componența Imperiului Austriac.

### Polarizarea urbană
La sfârșitul secolului al XVI-lea este menționată pentru prima oara localitatea de la vărsarea Dornei in Bistrița, pe la 1640 existând aici deja o așezare infloritoare (Dorna pe Giumalau), la dezvoltarea așezării contribuind și situarea sa pe drumul care lega Moldova cu importantele centre comerciale și meșteșugărești Rodna si Bistrița, din Transilvania.
In a doua jumatate a secolului XIX incepe amenajarea și modernizarea stațiunii, prin captări de izvoare, aplicarea primelor tratamente cu nămol de turbă și prin construirea in 1895 a instalațiilor balneare moderne. In primul deceniu al secolului XX Vatra Dornei este declarată oraș și după un scurt regres provocat de Primul Război Mondial, cunoaște o noua inflorire. In 1944 instalațiile balneare au fost complet distruse de trupele germane în retragere, aceasta punând problema refacerii aproape totale a stațiunii.

## Așezări umane
Zonei Dornelor îi sunt specifice satele risipite situate cel mai adesea în partea inferioară a văilor în special pe terasele principalelor râuri, unde în special în satele reședință de comună și de-a lungul principalelor căi de comunicație,  populația înregistrează o densitate mai mare.
Demografic zona prezintă mai ales în satele izolate o tendință de îmbătrânire a populației, accentuată de migrația tineretului.
În limitele acestei zone sunt cuprinse 9 comune: Coșna, Poiana Stampei, Dorna Candrenilor, Șaru Dornei, Panaci, Dorna Arini, Ciocănești, Cârlibaba, Iacobeni, cu 49 de sate și o singură așezare urbană reprezentată de  Vatra Dornei, localități care din punct de vedere administrativ fac parte din Județul Suceava și formează Bazinul Dornelor.

## Aspecte socio-economice
Gama de resurse locale este reprezentată de pădurile care ocupă cea mai mare parte din suprafață, pășuni, fânețe și resurse minerale neferoase, turbă, precum și ape minerale. Ponderea suprafețelor arabile este foarte redusă – în medie aproape 30 % (excepție Comuna Șaru Dornei unde procentul se apropie de 50 %), cea mai mare parte a terenurilor agricole fiind ocupate de pășunile și fânețele care susțin producția animalieră. 
După închiderea activităților economice extractive și de prelucrare industrială la începutul anilor '90, economia locală a rămas bazată în primul rând pe valorificarea în mare parte primară a resurselor locale prin agricultura zoopastorală și zootehnie, industria alimentară și industria de exploatare și prelucrare primară a lemnului.
Activitatea zootehnică locală se desfășoară cu eficiență redusă.
Apele minerale carbogazoase reprezintă o resursă importantă locală. Acestea sunt valorificate atât în mod curativ prin turismul balnear în stațiunea Vatra Dornei cât și prin îmbuteliere la Poiana Negrii, Dorna Candrenilor și Panaci.
Se mai adaugau în trecut exploatarea turbei pentru necesități industriale și terapeutice precum și exploatarea cărbunilor și a sulfului (Călimani). Activitățile miniere actual sunt sistate.

## Oportunități turistice
Este o depresiune montană relativ restrânsă ce beneficiază la modul general de o natură și un mod tradițional de viață  încă bine păstrate, fapt ce o face să fie preferată pentru turismul montan activ, pentru odihnă și relaxare și pentru sporturi de iarnă. 
Culmile domoale acoperite de păduri pășuni și fînețe, dispunerea în trepte a formelor de relief  și peisajul agropastoral conferă pitoresc și armonie peisagitică, iar în plus este un loc ce adaugă la aspectele naturale reale calități etnografice. Obiectivele turistice sint numeroase.
Municipiul Vatra Dornei cu poziție relativ centrală, este singurul centru cu servicii de bază al destinației fiind și un centru consacrat atît pentru turismul balnear cât și o stațiune de schi și are o capacitate de cazare net diversificată. Oferta de servicii turistice este reprezentată cel mai bine aici.
Localitățile rurale oferă de obicei în satele de reședință comunală posibilitatea aprovizionării cu produse alimentare și de uz curent, însă serviciile bancare și de sănătate sunt puțin reprezentate în raport cu zona Vatra Dornei. Sub raportul unităților de cazare, în zonele rurale cel mai bine sunt reprezentate în sens descrescător zonele Dorna-Arini, Șaru Dornei Panaci, Dorna Candrenilor și Poiana Stampei.
Oriunde vei merge pe aliniamentul sudic la Podu Coșnei, Poiana Negrii, Dorna Candrenilor, Șaru Dornei, întâlnești izvoare minerale.
Spre vest ori spre sud, se află în multe locuri depozite de turbă numite și "tinoave” ce constituie unul din aspectele specifice ale acestui loc. În unele turbării s-au pastrat relicte glaciare cum sunt ca mesteacănul pitic, mușchiul frunzos sau pinul roșu de padure. 
Din depresiune pornesc drumuri spre masivele din jur, Munții Bârgăului, Munții Călimani, Munții Bistriței, Munții Rarău, Munții Giumalău, Obcina Mestecăniș și Munții Suhard.